# La vita promessa
La vita promessa è una serie televisiva italiana, diretta da Ricky Tognazzi e trasmessa per due stagioni su Rai 1 dal 2018 al 2020.

## Trama

### Prima stagione
Sicilia, 1921. Carmela è una donna tenace e volitiva che prende la drastica decisione di trasferirsi negli Stati Uniti d'America per sfuggire alle morbose attenzioni del campiere Vincenzo Spanò, che le ha ucciso il marito e aggredito uno dei cinque figli (che per l'umiliazione subìta ha tentato il suicidio ed è sopravvissuto, diventando però minorato mentale). Carmela si stabilisce in un appartamento nel quartiere newyorchese di Little Italy, in cerca di riscatto e inseguendo il sogno di una vita migliore in una terra dominata dal proibizionismo e dalla crisi economica. Tuttavia i problemi per la sua famiglia, che si barcamenerà tra sogni e delusioni, non tarderanno a presentarsi.

### Seconda stagione
New York, 1937. La famiglia di Carmela sembra aver finalmente raggiunto la tanto agognata vita promessa, ma presto la tranquillità viene infranta a causa di due eventi quasi concomitanti: la fuga di Rocco dopo l'ennesima lite tra Carmela e Rosa, e il ritorno del vendicativo Spanò, creduto morto in un conflitto a fuoco, ma in realtà rimasto gravemente ferito dopo essere evaso dalla prigione federale dove era rinchiuso. Anche Amedeo Ferri, tornato dalla Germania dove ha preso a cuore le sorti di una famiglia ebrea perseguitata dai nazisti, si mobilita per aiutare Carmela a ritrovare il figlio, mentre tra Antonio e Spanò è lotta all'ultimo sangue. Gli eventi drammatici che imperversano sulla famiglia Rizzo non faranno altro che aumentare.

## Episodi
| Stagione         | Episodi | Prima TV |
| ---------------- | ------- | -------- |
| Prima stagione   | 4       | 2018     |
| Seconda stagione | 3       | 2020     |

## Produzione
Nella prima parte della serie, nonostante i luoghi citati siano la Sicilia e la Campania, le riprese sono state effettuate in Puglia (con il sostegno dell'Apulia Film Commission) nel Gargano e nel Salento, oltre che nelle città di Nardò, Giuliano di Lecce, Bari, Monopoli e Taranto. Per quanto riguarda le scene ambientate a New York, invece, sia gli interni sia gli esterni nella prima stagione sono stati girati a Sofia, in Bulgaria, mentre nella seconda stagione si sono spostati a Bucarest, in Romania.

## Colonna sonora

### Prima stagione[3]
1. Tema della speranza – 3:22
2. La vita promessa – 2:12
3. Tema di Turi – 3:10
4. Le cose che non ti ho detto – 2:00
5. Sono arrivati gli italiani – 1:42
6. Tema di Rocco – 1:57
7. Tema di Don Matranga – 1:20
8. Tema di Michele Carrizzo – 2:18
9. Rocco sul tetto – 3:45
10. Tema di Rosa e Michele – 2:58
11. La protesta davanti alla fabbrica – 2:03
12. Valzer di Rosa – 1:45
13. La vita promessa (Alternative Version) –  0:55
14. La fabbrica siamo noi – 1:51
15. Natale in casa Carrizzo – 2:59
16. Un passato rivelato – 4:06
17. New York Chase – 1:21
18. Un tragico ricordo – 1:28
19. La morte di Don Matranga – 2:05
20. Amore e odio sono la stessa cosa – 2:08
21. La foto di famiglia – 3:32
22. Addio al compagno Ciro – 2:18
23. Rosa fa l'amore con Rocco – 4:43
24. I bravi inseguono Alfio – 1:40
25. Sono arrivati gli italiani (Alternative Version) – 1:58
26. Tema di Don Matranga (Alternative Version) – 2:06
27. Alfio ritrova Maria – 1:45
28. La vita promessa (Piano Version) – 1:42

### Seconda stagione[4]
1. È mio padre – 1:30
2. L'incubo di Rocco e Carmela – 0:48
3. Incontro segreto con Lucky Luciano – 3:47
4. La fuga di Spanò – 1:49
5. La ricerca di Rocco – 1:20
6. Sarah all'orfanotrofio – 1:59
7. La morte di Antonio – 4:20
8. Emily, la figlia della luna (voce) – 1:45
9. Tema di Peter e Rosa – 2:20
10. L'attentato a Carmela – 1:37
11. Rocco rimane con Emily – 2:01
12. Tema di Bruno e Carmela – 4:19
13. Giù le mani dalle nostre case – 1:46
14. Il sindaco La Guardia – 1:56
15. I'm gonna write down – 2:41
16. Scontro tra Alfredo e Antonio – 2:33
17. Carmela ripudia Antonio – 3:19
18. La spiaggia di Coney Island – 2:02
19. Tema di Turi Pogany – 2:03
20. Verena è viva – 1:22
21. Violenza alla stamperia – 1:02
22. Addio, Mister Ferri – 4:40
23. La scomparsa di Verena – 1:43
24. Una medaglia al valore per Antonio – 1:46
25. Il rifiuto di Carmela – 1:57
26. Emily, la figlia della luna (violino) – 1:45

## Riconoscimenti
- 2018 – Premio Cinearti La chioma di Berenice[5]
  - Migliori costumi per la fiction ad Alfonsina Lettieri
  - Miglior colonna sonora per la fiction a Paolo Vivaldi e Alessandro Sartini